# 치누크 (개 품종)

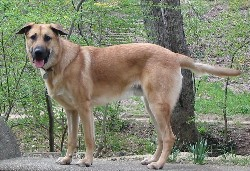
수컷

치누크(Chinook)는 20세기 초 미국 뉴햄프셔주에서 개발된 썰매개 품종이다. 치누크는 뉴햄프셔주의 공식견이다.

## 설명

### 모습
기갑 (동물해부학)까지의 키는 21~27인치(53~69cm)이고 무게는 45~90파운드(20~41kg)인 치누크는 균형이 잡혀 있고 근육질이다. UKC(유나이티드 케넬 클럽) 품종 표준에 따르면 이상적인 색상은 밝은 벌꿀색에서 붉은 금색까지로 명시된다. 눈 안쪽 모서리의 검은색 표시가 선호된다. 귀와 주둥이의 어두운 황갈색에서 검은색 표시가 선호된다. 꼬리의 보호털은 검은색일 수 있다. 뺨, 주둥이, 목, 가슴, 바지, 발가락 및 아래쪽에 있는 흰색 무늬는 허용되지 않는다. UKC 표준은 황갈색 이외의 색상을 결함으로 간주하고 백색증을 실격 처리한다. 제안된 다른 표준에서는 중간 길이의 이중 털의 색상이 "황갈색"이며 주둥이와 귀에 더 어두운 음영이 있다고 명시되어 있다. 흰색 개는 허용되지 않으며 다른 색상의 개도 허용되지 않는다. 눈은 갈색에서 호박색이다. 귀 모양은 다양하지만 드롭형이 선호되며 머리는 다른 썰매개 품종에 비해 직사각형 모양이 더 강하다. 꼬리는 털이 잘 난 세이버(saber)이며 북극 품종의 일반적인 브러시 형태나 깃털이 아니다.